# 夢洲駅
夢洲駅（ゆめしまえき）は、大阪府大阪市此花区夢洲にある、大阪市高速電気軌道 (Osaka Metro) 中央線の駅。駅番号はC09。Osaka Metroの駅の中で最も西に位置する駅である。

## 概要
コスモスクエア駅 - 新桜島駅（仮称）間を結ぶ計画の北港テクノポート線中間駅の1つとして、2層構造の地下駅（ホーム構造は不明）と、駅の東に車庫を併設する予定であった。
しかし、開催を予定していた2008年（平成20年）の大阪オリンピック構想が実現しなかったため、咲洲と夢洲を結ぶ夢咲トンネル以外の工事自体が実施されず、2009年（平成21年）に北港テクノポート線が事業を休止。当駅も未着工となる。その後、夢洲地区が大阪IR（統合型リゾート）誘致、ならびに2025年国際博覧会の開催候補地として一本化され、IRの誘致または国際博覧会の開催が決定した場合に北港テクノポート線のコスモスクエア駅 - 当駅間の事業再開を行うこととした。大阪市高速電気軌道 (Osaka Metro) の参画構想では、当駅に高さ275m・55階建てのタワービルを建設するとしている。
2018年（平成30年）11月24日、2025年国際博覧会の開催地が大阪に決定。大阪市長であった吉村洋文は地下鉄延伸の補正予算を計上する方針を示した。
2023年（令和5年）8月、正式名称を仮称と同じ「夢洲駅」とすることが決定した。
2024年（令和6年）2月15日、大阪市は当初2025年3月末を予定していた駅開業を、開幕準備の関係者が利用できるようにするため、同年1月末に変更する方針を発表した。同年9月5日、2025年（令和7年）1月19日の開業が発表され、同日に予定通り開業。午前5時2分に一番列車が出発した。
Osaka Metroの新駅開業は大阪市交通局時代も含めると、2006年12月に開業した今里筋線以来18年ぶり。此花区内に初めてできたOsaka Metroの地下鉄の駅である（此花区#交通、大阪市営地下鉄#概要も参照）。

## 駅構造
島式ホーム1面2線の地下駅である。地下2階建となっており、地下2階が中央線ホーム（1・2番線）、地下1階がコンコース・改札階となっている。
地下1階の幅18mのコンコースには縦約3メートル、横約55メートルの日本一の長さの大型サイネージパネルが設置されている。またOsaka Metro初導入となるオールジェンダートイレ、各トイレの個室の利用状況を知らせる電光掲示板も設置されている。また、発達障害やパニック障害を持つ人が人混みや騒音などによる感覚過敏な状態から回避できる「カームダウン・クールダウンスペース」が設置されている。
万博開催期間中（2025年4月〜10月）は1日あたり最大で13万人の利用が想定されており、混雑緩和のため2つある改札口に合わせて18台（このうち南改札には16台）の改札機が設置されている。地下1階のコンコースと地下2階のホームを結ぶエレベーターは大型の24人乗りである。
また、安全対策としてホームドアを設置したほか、駅開業に合わせて日立製作所と日立ビルシステムが開発したエスカレーターは中央線のラインカラーである緑の光で立ち位置を示し、2列で立ち止まっての利用を促している。

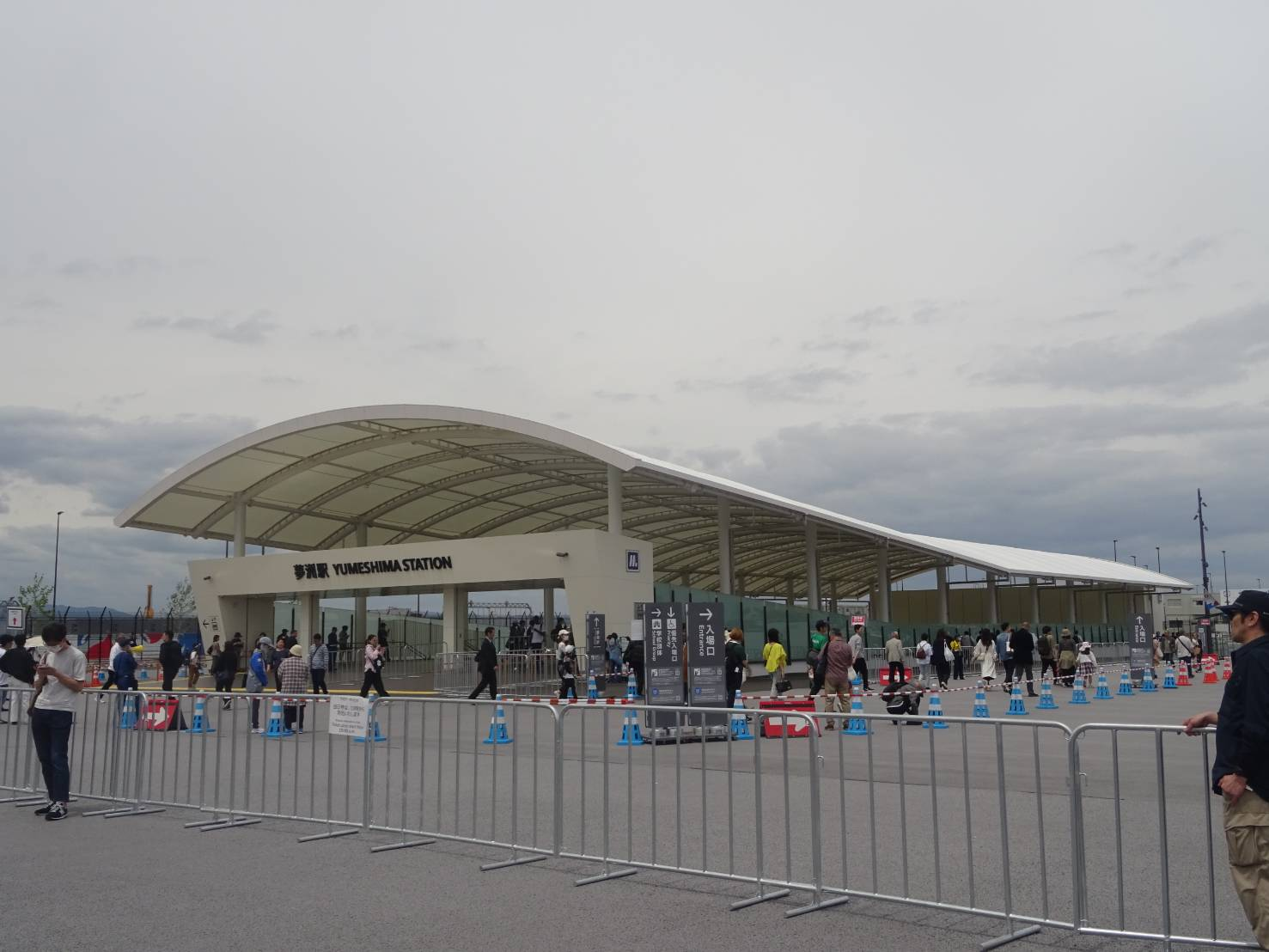
駅全体（2025年5月）
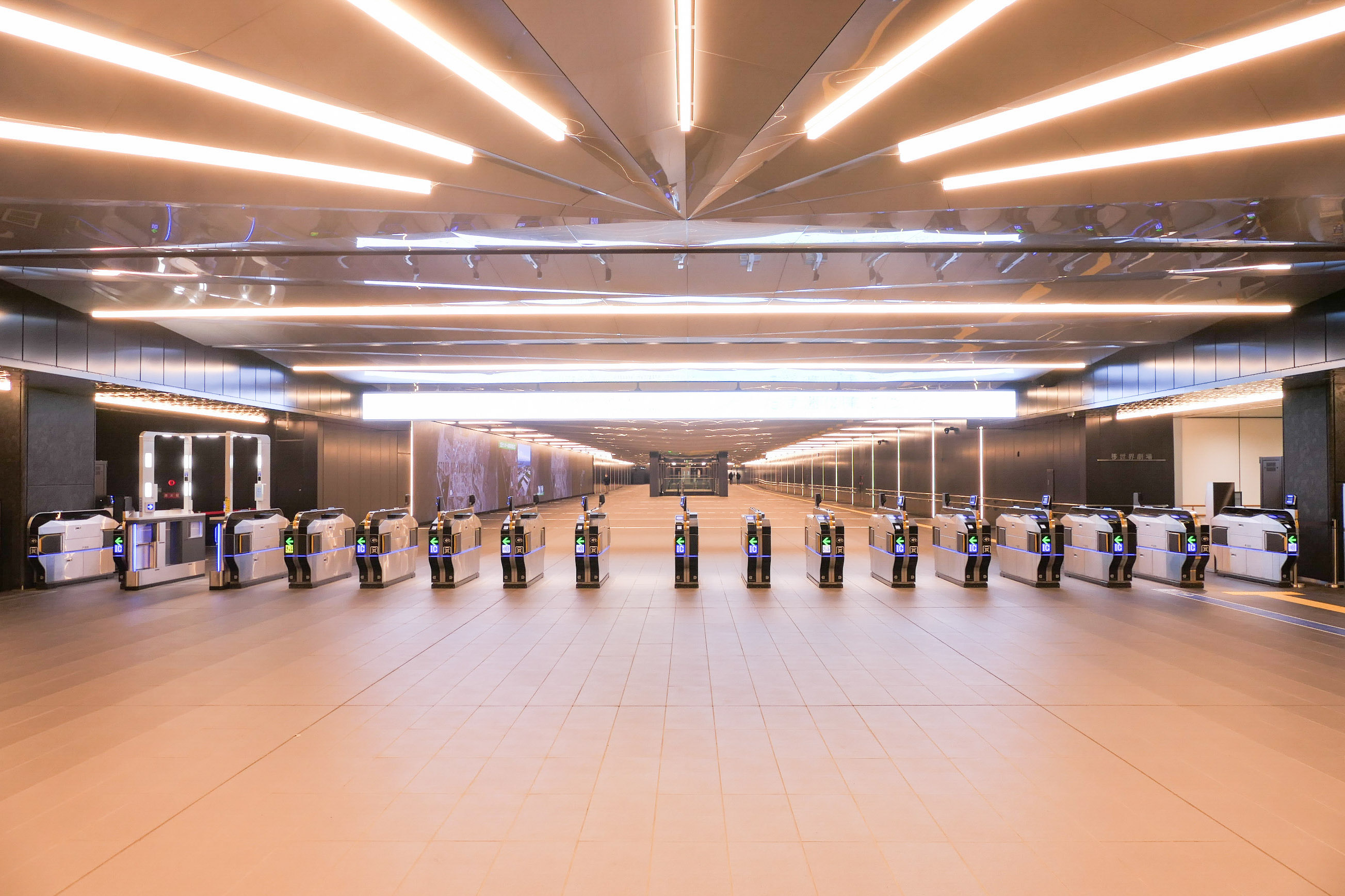
改札口（2025年2月）
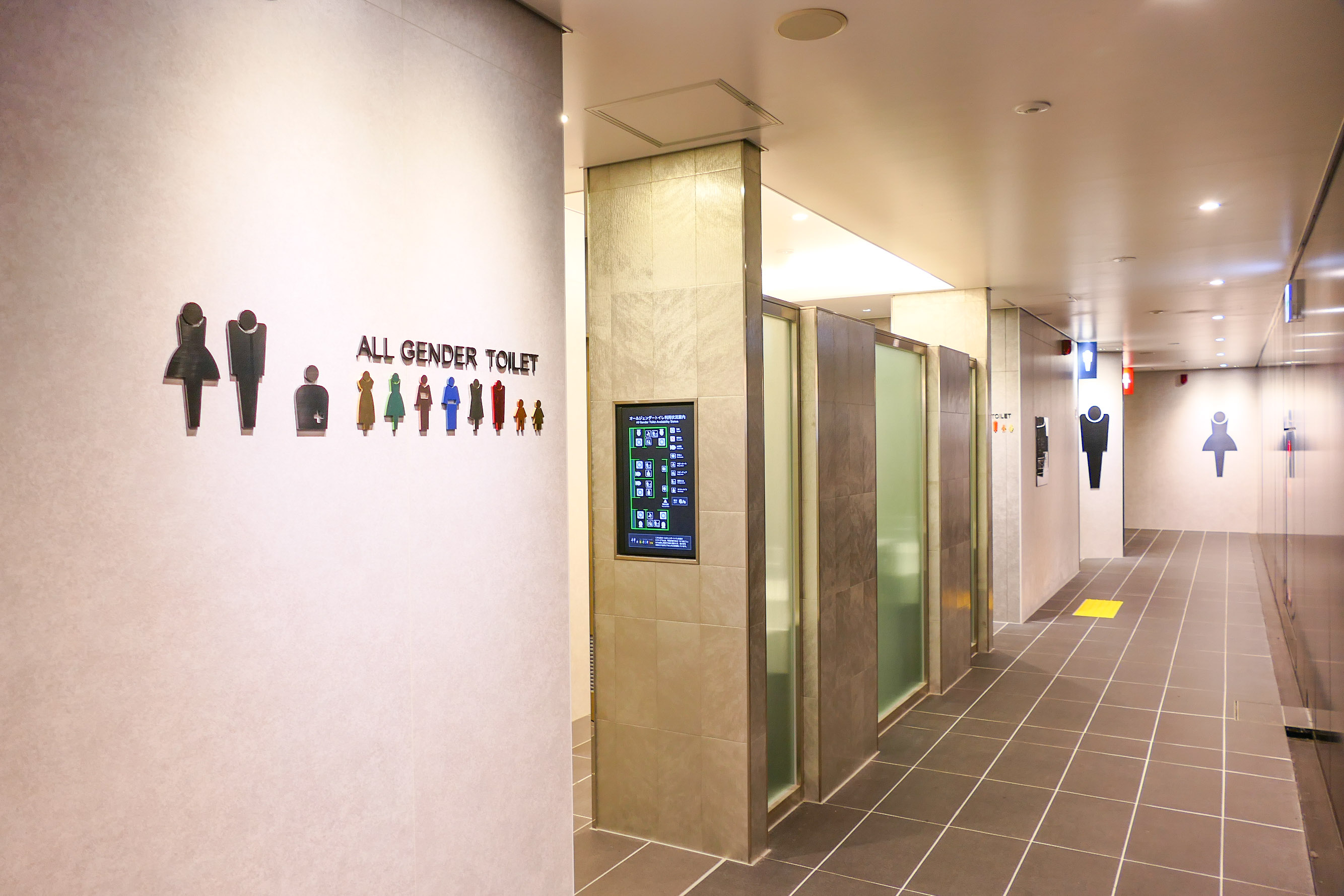
オールジェンダートイレ入口付近
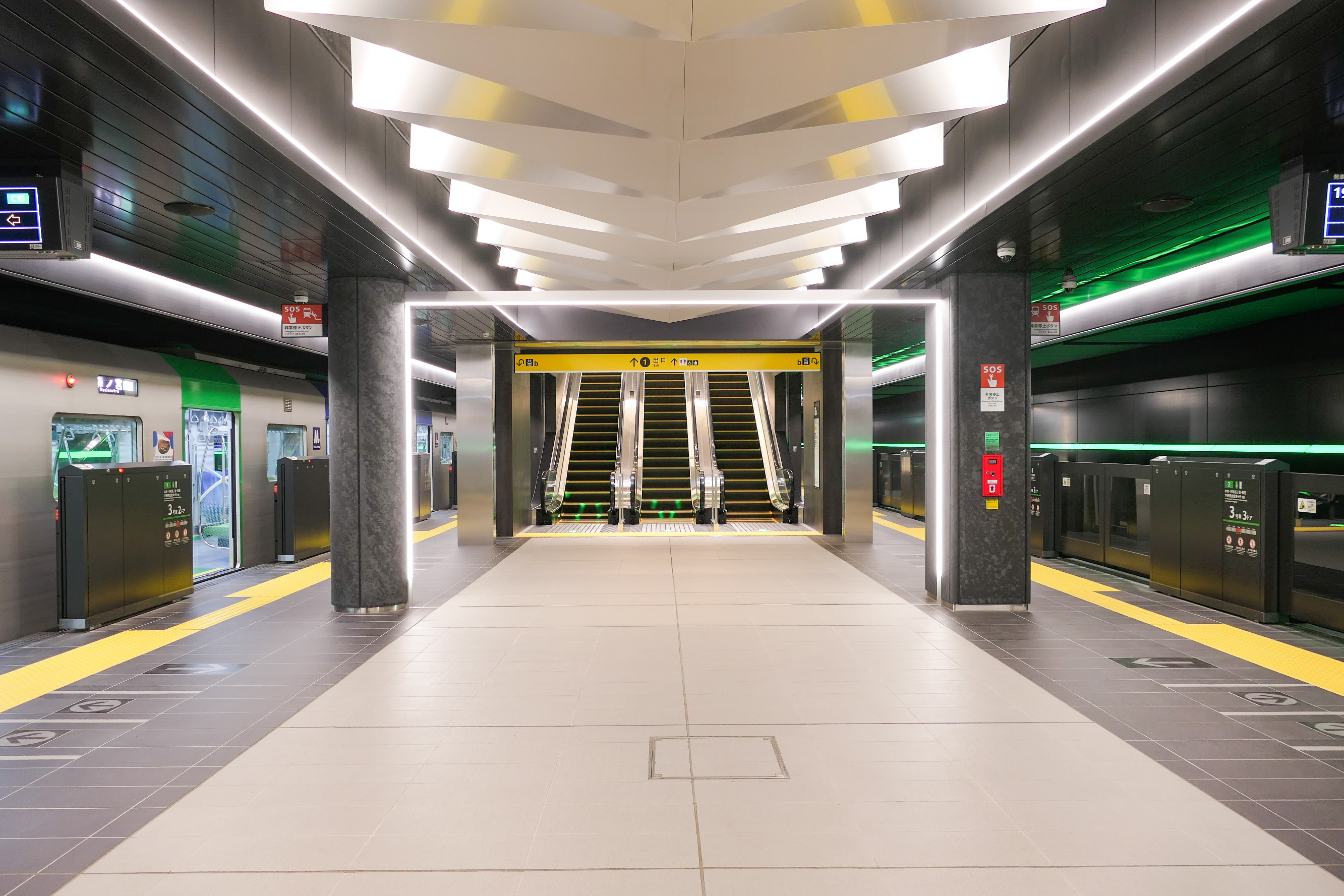
ホーム（2025年2月）
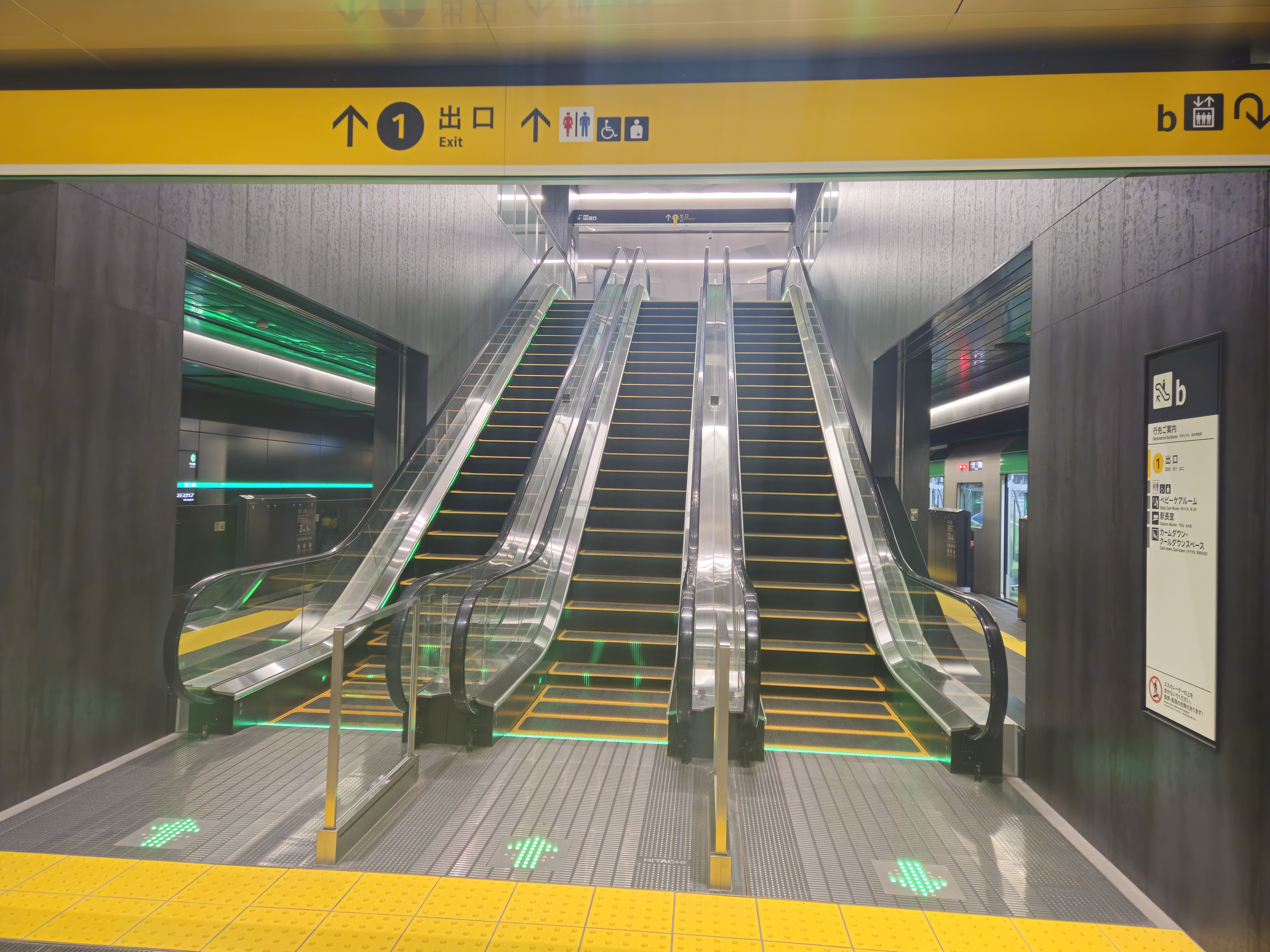
立ち乗りを促進するエスカレーター（2025年1月）
- エスカレーターの光の動き
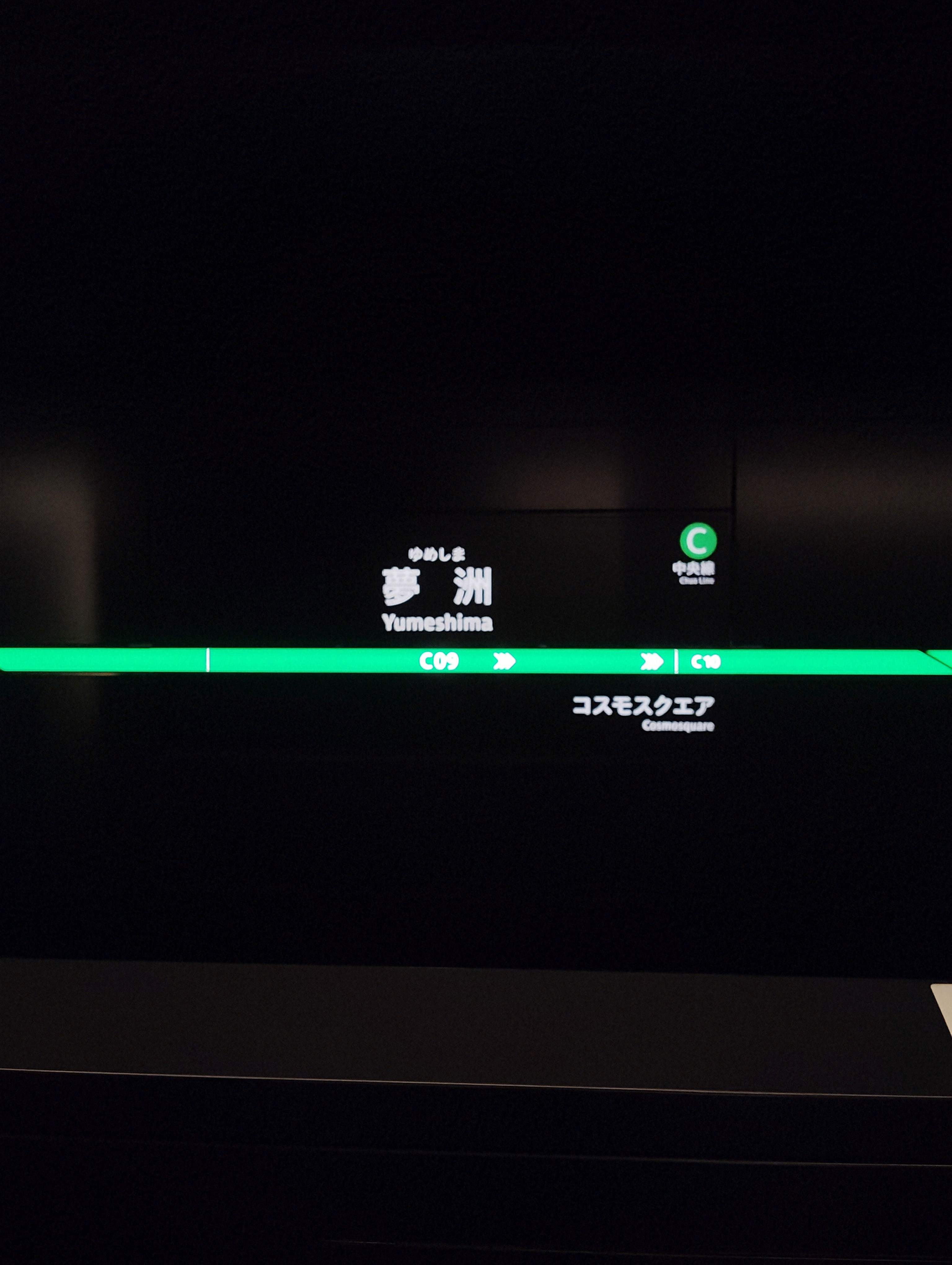
駅名標（2025年4月）
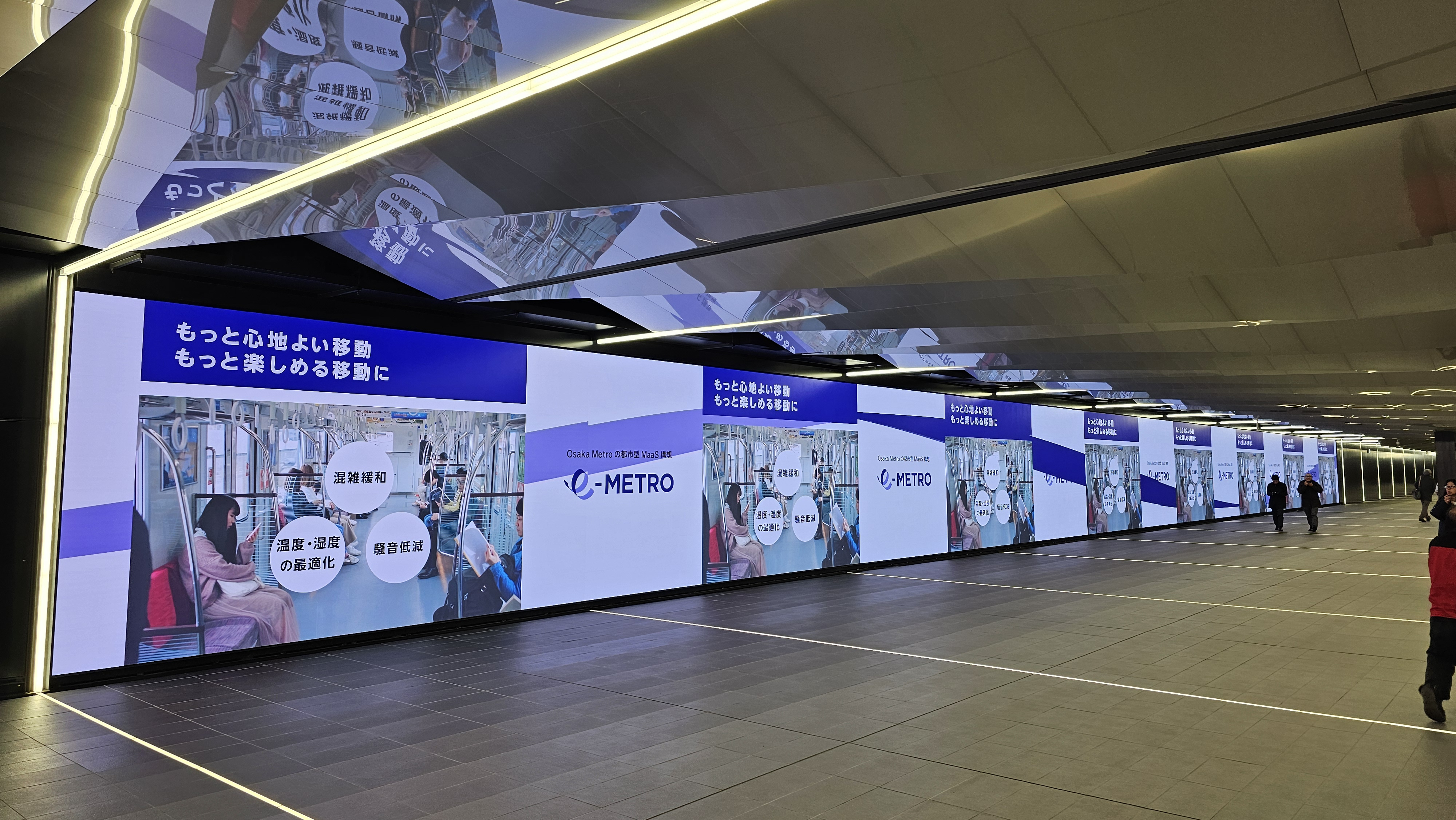
改札内コンコースと巨大サイネージ
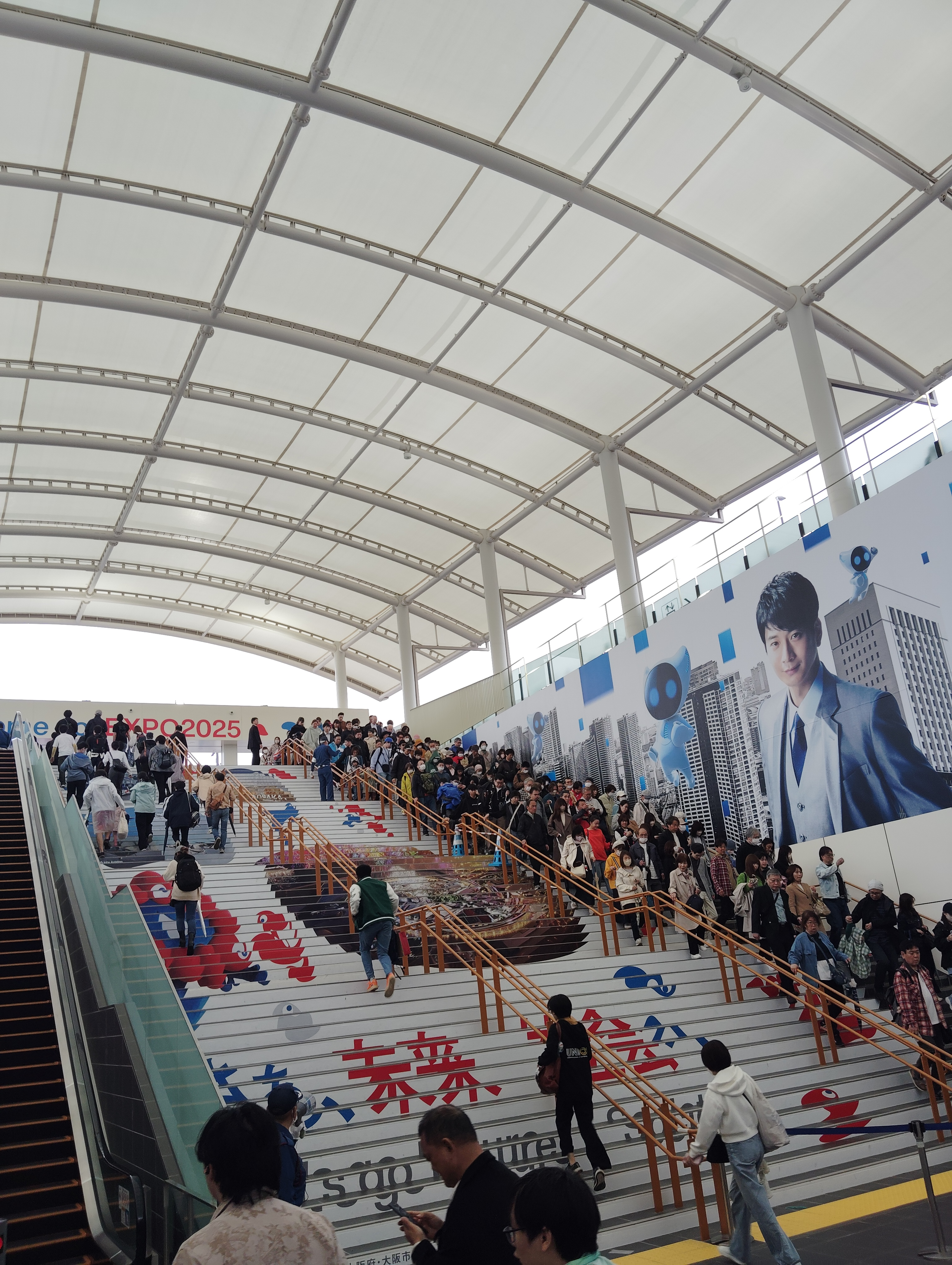
1号出口への階段におけるラッピング（2025年4月）

### のりば
| 番線 | 路線   | 行先                                         |
| ---- | ------ | -------------------------------------------- |
| 1    | 中央線 | 本町・谷町四丁目・長田・学研奈良登美ヶ丘方面 |
| 2    | 中央線 | 本町・谷町四丁目・長田・学研奈良登美ヶ丘方面 |

### 出口
出口は合計で2箇所ある。ただし現在は1箇所のみ使われている。
| 出口番号   | 出口周辺           | 接続改札 | 備考             |
| ---------- | ------------------ | -------- | ---------------- |
| 1          | 大阪・関西万博会場 | 南改札   | エレベーターあり |
| (番号なし) |                    | 北改札   | 閉鎖中           |

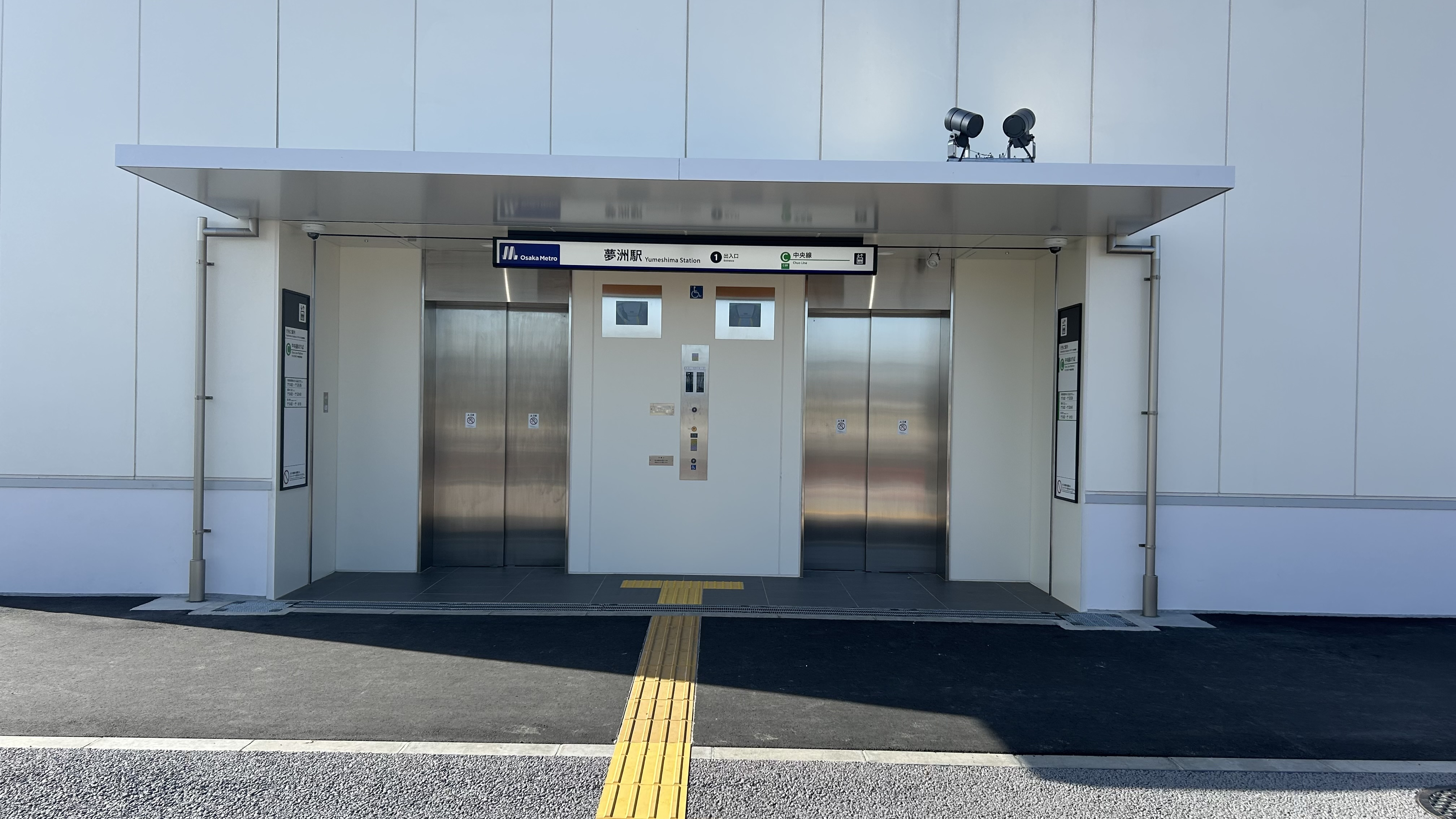
エレベーター口 (1号出入口)

## 年表
- 2000年（平成12年）10月11日：OTSが北港テクノポート線の第一種鉄道事業許可を取得。
- 2009年（平成21年）
  - 8月1日：コスモスクエア - 当駅間の夢咲トンネルの道路部分が開通。鉄道部分は準備工事のみ実施。
  - 12月：大阪市行政評価委員会の答申により、北港テクノポート線の事業休止が決定[14]。
- 2014年（平成26年）4月22日：IRの誘致の候補先を夢洲に決定[39]。
- 2016年（平成28年）6月16日：2025年に開催される国際博覧会のメイン会場を夢洲に選定[40][41]。
- 2018年（平成30年）
  - 11月24日：2025年国際博覧会の開催地が大阪に決定し、大阪市長の吉村洋文が補正予算の計上を表明[17]。
  - 12月20日：大阪市高速電気軌道 (Osaka Metro) が当駅周辺の開発の参画構想を発表[5]。
- 2019年（平成31年）2月：事業休止となっていた北港テクノポート線のうち、南ルート（コスモスクエア - 夢洲間）の事業再開が決定[注 3][42]。
- 2020年（令和2年）7月7日：駅建設工事が着工[43]。
- 2021年（令和3年）
  - 7月7日：駅前エリアの関連施設を整備する民間事業者を募集したが応募申込がなかったことを発表[44]。
  - 8月31日：大阪市長の松井一郎が駅前エリア関連施設の整備を公費で行う意向を表明[45]。
- 2022年（令和4年）4月27日：基本デザインを決定[46][47]。
- 2023年（令和5年）
  - 5月24日：夢洲駅からの鉄道トンネル工事のシールドマシンが夢咲トンネルまで到達[48]。
  - 8月3日：大阪港トランスポートシステムが駅名を夢洲駅として届出[10]。
- 2024年（令和6年）
  - 9月5日：2025年1月19日の開業を発表[8]。
  - 10月31日：報道陣に駅内部が公開される[27][49]。

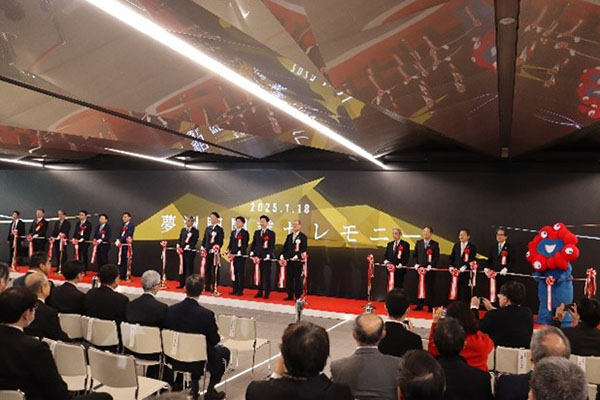
夢洲駅開業セレモニー（2025年1月18日）

- 2025年（令和7年）
  - 1月19日：開業[8]。午前5時2分に一番列車が出発[21]。

## 万博輸送
万博会場の東ゲートに直結する夢洲駅は、ピーク時に来場者の約58.6％が利用する輸送計画が立てられた
これは1日の最大来場者22.7万人のうち、13.3万人が夢洲駅を降車（26.6万人が乗降）する想定である。
日本国際博覧会協会の推計によると、開幕後の約1か月間（2025年4月13日～5月10日）は1日平均の来場者数が想定の15万人より少ない10.4万人だったものの、来場者の76.6％が予約不要な夢洲駅を利用している。
特に帰宅ラッシュがピークを迎える21時台は夢洲駅利用の割合が高い。
ゴールデンウィーク期間中には179.3万人、最多の5月4日には20.4万人が夢洲駅を乗降した。
5月中旬以降は来場者数が増加傾向で、5月23日には開幕初日の14.6万人を40日ぶりに更新する15.7万人が来場。音楽ライブや打上花火などのイベントが重なった5月31日は最多の約18.0万人が来場し、夢洲駅も帰宅ラッシュ時に一時入場制限が行われるなど混雑した。 

### 開幕前・閉幕後
万博開幕前の夢洲駅は開幕準備の関係者だけでなく、会場を外から下見する人や鉄道愛好家らで賑わった。夢洲駅開業後の1か月間は平日1日当たり平均約6000人が乗降した。
万博閉幕後は2030年秋に開業する予定のIRの最寄り駅となることが期待されている。2026年4月までは主に万博会場の解体工事の関係者が利用する見込みである。2025年4月から始まったIRの施設本体の建設工事も、万博閉幕後に大型重機の稼働が増える予定。

### 主な出来事
- 2025年（令和7年）4月13日：5月22日まで最多の約14.6万人[注 5]が来場した開幕初日[65][66]は、ブルーインパルスの展示飛行中止や天候悪化の影響により、午後に帰宅しようとする人が夢洲駅に殺到[67]。降車して会場に向かう人も多くいた夢洲駅は一時入場制限が実施され、東ゲートを退場して夢洲駅の入口まで2時間かかった人もいたという[67][68][69][70][71]。
- 2025年（令和7年）4月22日：21時半ごろ大阪港駅で発生した車両故障の影響により、中央線が約1時間運転を見合わせ[72][73][74][75][76]。夢洲駅の構内には一時約4000人が滞留した[72][73][74][75][76]。Osaka Metroは長時間の輸送障害が発生した際に、中央線の折り返し運転や近隣の駅（コスモスクエア駅、JR桜島駅）へ向かう臨時バスを運行する方針を5月29日、発表した[77]。

### 統計データ
日本国際博覧会協会が来場者のうち、夢洲駅を交通手段に選んだ1日平均の人数と割合（速報版の推計値）を公表している。 
| 週目 | 日程            | 全日                | 平日                | 土日祝             |
| ---- | --------------- | ------------------- | ------------------- | ------------------ |
| 1    | 4月13日～19日   | 71,964人（78.73%）  | 60,953人（79.23%）  | 99,491人（77.97%） |
| 2    | 4月20日～26日   | 78,455人（74.24%）  | 76,564人（73.32%）  | 83,182人（76.44%） |
| 3    | 4月27日～5月3日 | 82,244人（76.38%）  | 81,543人（75.25%）  | 83,178人（77.91%） |
| 4    | 5月4日～10日    | 85,059人（77.17%）  | 75,506人（74.77%）  | 92,225人（78.72%） |
| 5    | 5月11日～17日   | 94,708人（75.44%）  | 94,205人（74.40%）  | 95,967人（78.14%） |
| 6    | 5月18日～24日   | 102,364人（75.26%） | 104,278人（74.70%） | 97,580人（76.82%） |

## 備考
- 夢洲へは北港テクノポート線のほかに、桜島線や京阪中之島線を延伸する案が存在している[14]。なお、このうち桜島線についてはJR西日本の来島達夫社長が万博誘致のみでの延伸はしないことを定例会見で表明しており、あくまでIR誘致が前提としている[79]。
- 加算運賃が適用される関係でコスモスクエア駅 - 当駅間ではエンジョイエコカードが使用できない[80]。他にも「京阪・Osaka Metro1日フリーチケット」、「奈良・斑鳩1dayチケット」、「KANSAI RAILWAY PASS」などのフリー乗車券は使用できない[81][82][83]。一方、エクスプレス予約・スマートEX利用者向け等に発売されている「Osaka Metro & Osaka City Bus Pass」や、デジタルきっぷである「Osaka Metro 26時間券」、「Osaka Metro 48時間券」、「KANSAI MaaS ワンデーパス」、「大阪スマートアクセスパス」など当駅でも利用できるものがある。また大阪市が発行する「敬老優待乗車証（敬老パス）」も利用ができる。
- 2025年大阪・関西万博の会場最寄り駅は夢洲駅だが、誤って1970年大阪万博の会場跡地の公園（大阪府吹田市）を訪れる人が相次いでいるとして、万博記念公園が注意喚起を行った[84][85]。大阪モノレールの万博記念公園駅から夢洲駅までの移動は約1時間かかるため、注意が必要である。

## 隣の駅
大阪市高速電気軌道 (Osaka Metro)
 中央線
夢洲駅 (C09) - コスモスクエア駅 (C10)
- ( ) 内は駅番号を示す。